# Леллінг
Льолінг (нім. Lölling) - кадастрова громада у складі громади Хютенберг федеральної землі Каринтія у Австрії. До 1973 року була окремою громадою. 
Кадастрова громада Льолінг складається з трьох населених пунктів 
- Льолінг Грабен (Lölling Graben) (179 чоловік)
- Льолінг Шатзайте (Lölling Schattseite) (16 чоловік)
- Льолінг Зонзайте (Lölling Sonnseite) (158 чоловік).

Від назви села Льолінг походить назва мінералу льолінгіту, що був знайдений тут і 1845 року вперше описаний Вільгельмом Гайдінгером. 

## Історія
Протягом кількох століть у селі Льолінг існували металургійні підприємства. Виробництво заліза тут було розвинене завдяки наявності великих покладів залізної руди. Вже 1572 року тут було три доменних печі. Приблизно у 1770 - х роках під час повені було зруйновано місцеві доменні печі, які раніше будували біля річок, щоб використовувати водяну енергію для водяних коліс. 1800 року доменне виробництво тут було відновлене. 1822 року у Льолінзі було збудовано найвищу доменну піч у Каринтії заввишки 12 м. У найкращі роки три льолінзьких доменних печі давали близько 18000 тонн чавуну на рік. [джерело?] Однак, у другій половині XIX столітті залізоробний завод у Льолінзі поступово почав поступатись заводам у інших місцях країни, особливо після будівництва залізниці, яка дозволила завозити сюди більш дешевий метал і у більшій кількості з інших місцевостей країни. Остання доменна піч тут була виведена з експлуатації 1899 року. 
Австрійський маляр Маркус (Марко) Пернхарт, словенець за походженням, намалював кілька картин з видами металургійного заводу у Льолінгу. 
|  |  |  |